# CoRoT-20c
CoRoT-20c là ngoại hành tinh thứ hai được phát hiện sử dụng bằng phương pháp quá cảnh (hành tinh ngoài Hệ Mặt Trời). Với khối lượng ít nhất là 1,7 lần Khối lượng Sao Mộc. Khoảng cách từ ngôi sao đến hành tinh này chỉ là 2.9 AU gần hơn khoảng cách từ Mặt Trời đến Sao Thủy là 0.4 AU. Nếu đặt tính chu kỳ tự quay là 17 ngày. Độ lệnh tâm là 0.6. Sử dụng kính viễn thông là HARPS.Được biết nói rằng, CoRoT-20 là một ngoại hành tinh dày hơn Mặt Trời có loại quang phổ là F.